# Thomaskirche (Wiesbaden)

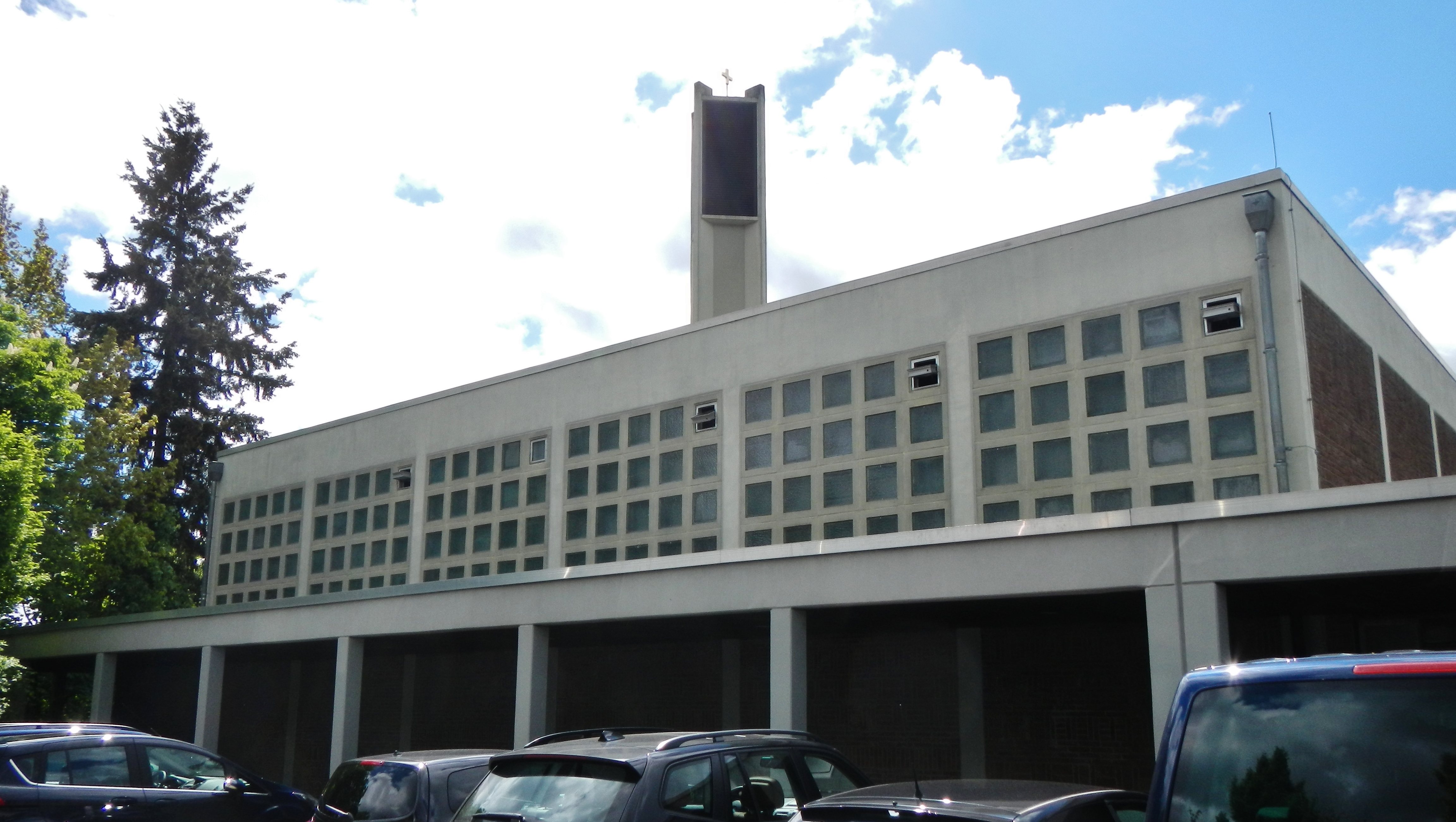
Thomaskirche Wiesbaden, 2013

Die Thomaskirche in Wiesbaden ist ein von Rainer Schell im Stil der Nachkriegsmoderne erbautes, denkmalgeschütztes Kirchengebäude. Die nach dem Apostel Thomas benannte Gemeinde gehört zum Dekanat Wiesbaden der Evangelischen Kirche in Hessen und Nassau.

## Lage
Die Thomaskirche liegt am Geisberg in der Richard-Wagner-Straße in einem Villenviertel mit zahlreichen denkmalgeschützten Villen des Wiesbadener Ortsbezirks Nordost.

## Geschichte
Im Jahr 1955 wurde das erste Gemeindezentrum auf dem Geisberg eröffnet, erbaut vom Wiesbadener Architekten Rainer Schell (1917–2000). Bis 1961 gehörte es als Bezirk zur Gemeinde der Bergkirche.
Die Thomaskirche wurde am 18. Oktober 1964 eröffnet, sie dient seither als Kirchengebäude der zur Evangelischen Kirche in Hessen und Nassau (EKHN) gehörigen Thomasgemeinde. Der Architekt der Thomaskirche war erneut Rainer Schell, der auch die 1963 eingeweihten Erlöser- und die Stephanuskirche in den Wiesbadener Ortsbezirken Mainz-Kastel und Mainz-Kostheim erbaut hatte, 1975 kam die Versöhnungskirche hinzu. Das 1955 erbaute Gemeindezentrum wurde im Jahr 2000 abgerissen.

## Bauwerk

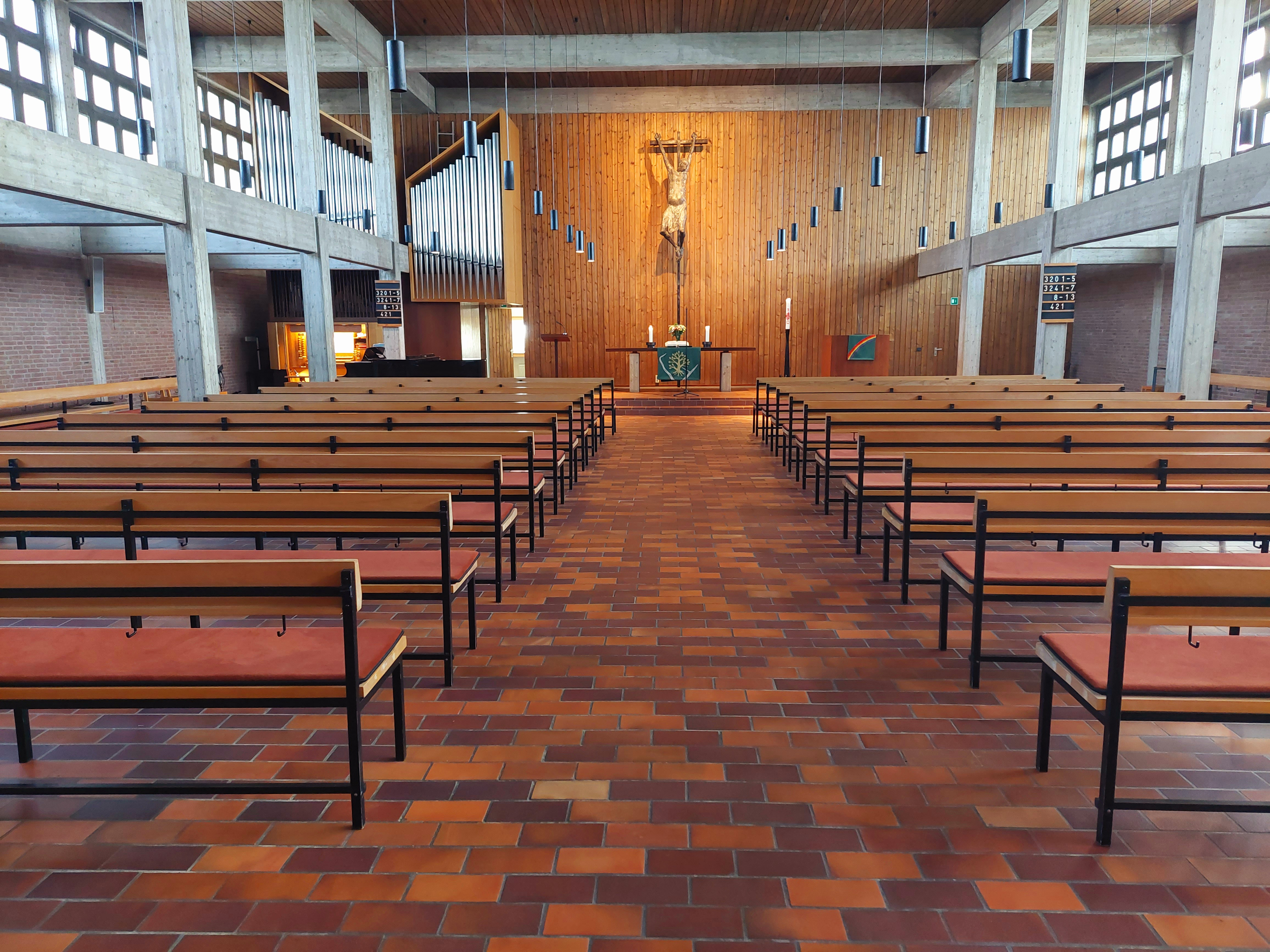
Innenraum mit Altar und Kruzifix

Ähnlich wie andere von Schell in den 1960er-Jahren geplanten Kirchen besteht die Thomaskirche aus einem Kubus mit Flachdach, separat daneben steht ein schlanker, hoher Glockenturm aus Beton. Charakteristisch für das Bauwerk der Nachkriegsmoderne ist der funktionale und karge Bau mit einer klaren Reduktion auf das Wesentliche und der „behutsame Wechsel von Sichtbeton, Backstein und Holz“. Die zwischen 1962 und 1965 nach Plänen Schells entstandenen Kirchen bilden eine Gruppe, die sich deutlich von seinen Bauten anderer Schaffensperioden abheben.
Die Kirche verfügt über durch tragende Betonsäulen abgetrennte Seitenschiffe auf beiden Seiten. Den Altarraum dominiert ein großes Kruzifix aus Bronze von Jürgen Weber. Die barrierefrei zugängliche Anlage hat Ähnlichkeit zu einem Kreuzgang und steht in einer Parklandschaft.
Bei der Eröffnung sprach Schell vom „menschlichem Maß“ und „der verständlichen Ordnung“ seiner Architektur: „Ich habe mich bemüht, mit aller Kraft und bescheidenen Mitteln der Gemeinde das ihr angemessene Gehäuse zu bauen, den … Raum, in dem sich die Gemeinde in Freiheit einrichten kann, kräftig und lebendig in der Architektur, aber ohne sensationelle und laute Töne…“ Die Architekturkritikerin Ingeborg Flagge schreibt, der Kirchenraum sei „keiner, der den Menschen wie mit der Axt erschlägt. Aber er ist auch keiner, der seinen Besucher auf den ersten Blick bezaubert.“ In Bezug auf den Architekten schreibt sie: „Schmuck und Ornament war für ihn sentimental.“
Das Bauwerk ist als Kulturdenkmal geschützt.

## Orgel

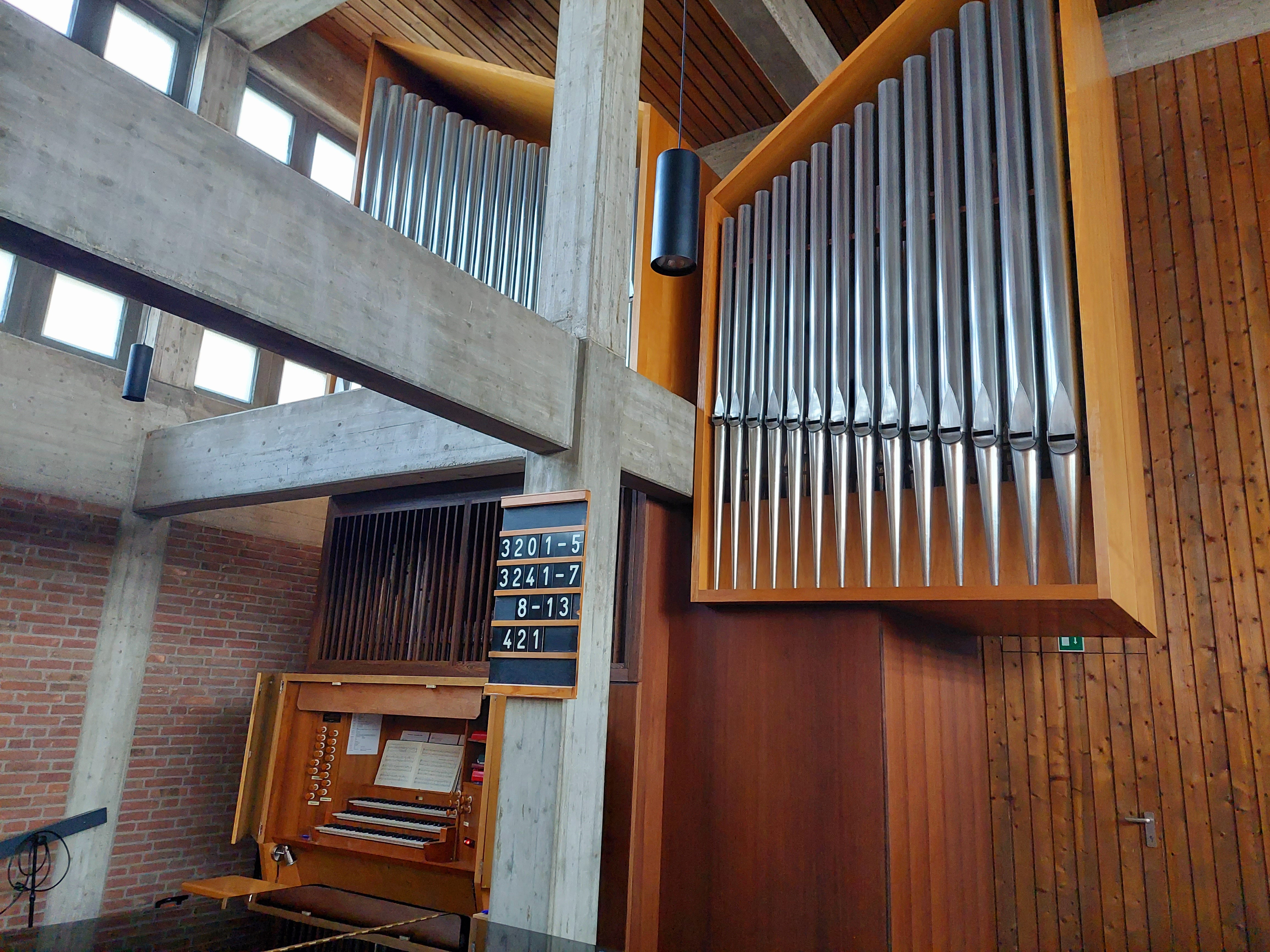
Orgel der Thomaskirche

Links neben dem Altar steht eine Orgel, die 1967 vom Orgelbauer Steinmeyer als op. 2161 errichtet wurde. Sie verfügt über 20 Register und drei Manuale, wobei ein „ganz ungewöhnliches Konzept“ umgesetzt wurde: Das Hauptwerk (Oberwerk genannt) verfügt nur über zwei Register, einen Prinzipal und ein Blockwerk, das den Rest der Prinzipalregister und die Mixtur zusammenfasst. Es wird mit dem mittleren Manual gespielt, kann jedoch mit einem Piston abgestellt werden, wodurch das Manual zum Koppelmanual wird. Das erste Manual dient dem Schwellwerk, das dritte dem nicht schwellbaren Brustwerk. Die Pfeifen des Brustwerks stehen unter dem Oberwerk, hinter dem sich das Schwellwerk befindet, während das Pedalwerk in einem separaten Gehäuse rechts daneben untergebracht ist.
| I Schwellwerk C–g3 |       |
| Schweizerflöte     | 8′    |
| Salicional         | 8′    |
| Prinzipal          | 4′    |
| Blockflöte         | 2′    |
| Sesquialter II–III | 2 ⁄3′ |
| Scharff III–IV     | 1′    |
| Trompete           | 8′    |
| Tremulant          |       |

| II Oberwerk C–g3  |    |
| Prinzipal         | 8′ |
| Hintersatz V–VIII | 4′ |

| III Brustwerk C–g3 |       |
| Gedeckt            | 8′    |
| Rohrflöte          | 4′    |
| Prinzipal          | 2′    |
| Quinte             | 1 ⁄3′ |
| Zimbel II–III      | 1⁄2′  |
| Dulzian            | 8′    |

| Pedal C–f1      |       |
| Subbass         | 16′   |
| Prinzipal       | 8′    |
| Nachthorn       | 4′    |
| Rauschpfeife IV | 2 ⁄3′ |
| Fagott          | 16′   |

- Koppeln: I/II, III/II, I/P, II/P